# Филиал Азово-Черноморского коммерческого банка
Здание филиала Азово-Черноморского коммерческого банка — одноэтажное здание 1871 года постройки по улице Октябрьская в городе Георгиевск Ставропольского края. Памятник истории и культуры регионального значения. В настоящее время здание используется для нужд отделения ЗАГСа.

## История
По улице Октябрьская, в центральной части города Георгиевска Ставропольского края, напротив монумента воинам павшим в годы Великой Отечественной войны 1941-1945 гг., разместился исторический каменный одноэтажный особняк, построенный в 1871 году - яркий архитектурный пример русского модерна.
Здание Азово-Черноморского коммерческого банка построено в стиле эклектики ХIХ - начала XX веков, с применением отдельных форм классицизма в качестве декора, а также элементов романтического модерна с включением славянских национальных мотивов. Здание выполнено из кирпича, оштукатурено, обладает богато декорированным фронтоном, нанесена обильная лепнина, которая представляет собой барельефы голов льва, переходящие в пышные цветочные гирлянды. Над центральным входом располагается шатёр, увенчанный навершием.
В 1871 году в Георгиевске открыло свою работу комиссионерство Азово-Донского коммерческого банка. Этот банк являлся одним из пяти крупнейших банков России в начале XX века. Правление банка находилось в Таганроге. Именно это здание было возведено для нужд данного коммерческого учреждения.

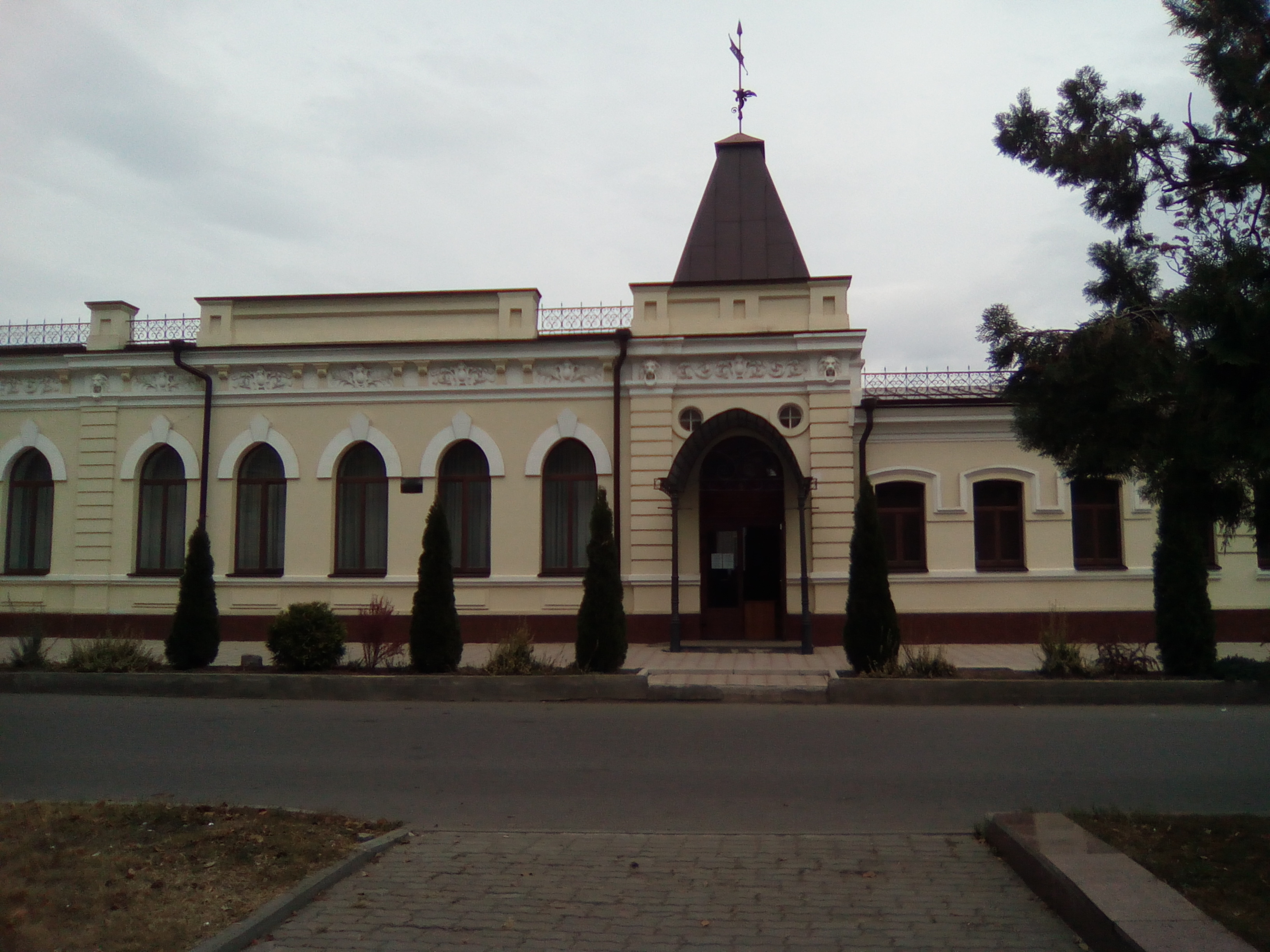
Общий вид

Позднее этот памятник архитектуры получил название Филиал Азово-Черноморского коммерческого банка и под этим наименованием внесен в список объектов культурного наследия. После революции и до 1990 года в здании располагалось отделение Сберегательного банк СССР. С 1990 года и до настоящего времени в здании размещается городской ЗАГС.
В 2016 году здание было отреставрировано, были проведены строительные работы. Некоторые элементы декора фасада здание пришлось демонтировать из-за ветхости и аварийности. Внутри основной зал торжественных регистраций также богато украшен лепниной.